# 10's コレクション マァチ
「10's コレクション マァチ」（ティーンズ コレクション マァチ）は、2006年3月にリリースされたアンティック-珈琲店-の通算8枚目のシングルである。発売元はRed Cafe。

## 解説
- アルバム『マグニャカルタ』には#1のみ、ベストアルバム『アンティック-珈琲店-』には#1と#2が収録されている。

## 収録曲
1. メープルガンマン(3分52秒)
  - 作詞:みく／作曲:カノン
2. 校廻～koukai～(5分3秒)
  - 作詞:みく／作曲:輝喜
3. FUNKY FRESH DAYS ☆
  - 作詞:みく／作曲:カノン